# Катин (филм)
Вижте пояснителната страница за други значения на Катин.
„Катин“ (на полски: Katyń) е полски исторически филм за Катинското клане, режисиран от Анджей Вайда. Създаден е по романа Post mortem. Катинска повест на Анджей Муларчик (латински: post mortem – след смъртта).
Заснемането на филма започва на 3 октомври 2006 (Анджей Вайда тогава е на 80 години) и приключва за три месеца – на 9 януари 2007 г. За първи път е представен на филмовия фестивал в Гдиня на 17 септември 2007, което е годишнина от нахлуването на Съветския съюз в Полша през 1939 г. На 21 септември филмът официално излиза по кината в Полша.
Филмът се смята за един от най-важните и дългоочаквани проекти на Анджей Вайда. Филмът е посветен на родителите на режисьора. Бащата на Анджей Вайда – 43-годишният офицер Якуб Вайда, е сред разстреляните в Катинската гора..

## Сюжет
Една история за майките, жените и дъщерите на полските офицери и интелектуалци, екзекутирани през 1940 от НКВД по заповед на Сталин. Филмът включва извадки от немски кинохроники, представящи клането в Катин като съветско престъпление, и извадки от съветски кинохроники, представящи убийството като престъпление на немците.